# Nina-Katarina Mihovilović
Nina-Katarina Mihovilović, slovenska alpska smučarka, * 18. oktober 1988. 
Mihovilović je bila članica kluba SK Alpetour. Nastopila je na svetovnem mladinskem prvenstvu leta 2008, kjer je zasedla 31. mesto v superveleslalomu in 33. v veleslalomu. V svetovnem pokalu je debitirala 13. januarja 2008 na slalomu za Zlato lisico v Mariboru, ob tem pa še na treh slalomih in enem veleslalomu med letoma 2008 in 2012, nikoli se ni uvrstila v drugo vožnjo.